# ホール・パス/帰ってきた夢の独身生活＜1週間限定＞
『ホール・パス/帰ってきた夢の独身生活＜1週間限定＞』（ホールパスかえってきたゆめのどくしんせいかついっしゅうかんげんてい、原題: Hall Pass）は、2011年のアメリカ合衆国のコメディ映画。
ヒット・メーカーのファレリー兄弟による監督作品で、全米の週間興行チャートでは数週にわたりトップ10入りするヒットを記録したが、日本での期待度は低く、本邦においては、第4回したまちコメディ映画祭in台東で前夜祭オールナイト上映作品として上映されたのみで、その後は劇場公開はされず、ビデオスルーとして2012年1月18日にDVDが発売された。またそのDVDも、コストを抑えるためメーカーによる日本語吹き替えの音声収録が行われず、セル、レンタルともに、英語音声と日本語字幕のみ視聴可能な仕様となっている。
日本での成績不振やメーカーの消極的アプローチは、作品の内容が大きく関係する。ストーリーの特性上、作中のセリフに占める下ネタの割合が多い事や、車中でのマスターベーションシーン、ペニスのモロ出しシーン（日本版はフィルタリング処理がなされている）がある事などが視聴年齢制限の対象になり、観客動員数の足かせになるとの懸念から、劇場未公開に繋がり、それによる知名度の低さからビデオスルー時においても日本語音声なしに留まる結果となった。
因みに、したまちコメディ映画祭上映時の邦題は『ホール・パス/夢の独身許可証＜期間限定＞』である。
「ホール・パス（hall pass）」とは、本来、授業時間中に教室から廊下（ホール）に出る生徒に教師が与える許可証（パス）のことで、主に生徒がトイレに席を立つ時などに用いられる。そこから転じて、その者が共同生活の義務から離れ、羽目を外すことを容認する事を意味するようになった俗語。妻から夫に与えられるだけではなく、逆のパターンや、愛人、恋人間で用いられることもある。

## ストーリー
夫婦生活のマンネリ化を打破するため、妻から一週間限定の「独身許可証」をもらった2人の冴えない中年男が、独身生活を満喫しようと奮闘するが、体力的な問題など、様々な点で若いころのようには上手く行かずにジタバタする姿を描いたドタバタコメディ。
夫たちの「奮闘」と並行して、2人の妻にもそれぞれ不倫の機会が訪れるなど、4人の男女に様々な出来事が起きるが、最終的には、それぞれが本来のパートナーへの愛を再認識して物語は終了する。

## キャスト
括弧内は日本語吹き替えキャスト
- リック・ミルズ - オーウェン・ウィルソン（松本保典）： 不動産会社の営業マン。妻と3人の子持ち。
- フレッド・シーリング - ジェイソン・サダイキス： リックの親友。
- マギー・ミルズ - ジェナ・フィッシャー： リックの妻。大学生の頃からの付き合い。結婚15年。
- グレース・シーリング - クリスティナ・アップルゲイト： フレッドの妻。子供はいない。
- コークリー - リチャード・ジェンキンス： リックらの友人。金持ちで初老のプレイボーイ。
- ルーシー博士 - ジョイ・ベハー： マギーとグレースに「独身許可証」を夫に与えることを勧める。
- ペイジ - アレクサンドラ・ダダリオ（小笠原亜里沙）： ミルズ家のベビーシッター。大学生。
- リー - ニッキー・ウィーラン： リックが常連のカフェの店員。セクシー美女。
- ブレント - デレク・ウォーターズ： リーのカフェの同僚。リーに執着する。
- メグおばさん - クリスティン・キャリー ： ペイジのセクシーなおばさん
- ジュリー - タイラー・ホークリン： 大学生の野球選手。グレースと交際する。
- ゲイリー・パトニー - スティーヴン・マーチャント： リックとフレッドのポーカー仲間。イギリス人。
- フラット - J・B・スムーヴ： リックとフレッドのポーカー仲間。アフリカ系。
- ホッグヘッド・マコーミック - ラリー・ジョー・キャンベル： リックとフレッドのポーカー仲間。肥満系。
- ブリトニー - ローレン・ボウルズ
- ミッシー・フランキンポウロス - ヴァネッサ・エンジェル
- マンディ - アリッサ・ミラノ
- マギーの父 - ドワイト・エヴァンス
- 本人役 - キャシー・グリフィン